# San Bartolomé Actopan
San Bartolomé Actopan är en småstad i kommunen Temascalapa i delstaten Mexiko i Mexiko. Samhället hade 4 197 invånare vid folkräkningen 2020 och var kommunens fjärde folkrikaste ort. Staden har tre förskolor och två grundskolor.

## Etymologi
Actopan kommer från början från nahuatl och betyder fertil och bördig mark eller jord.  San Bartolomé är en spansk översättning av Bartolomaios.